# Die 7 goldenen Vampire
Die 7 goldenen Vampire (Originaltitel: The Legend of the 7 Golden Vampires) ist ein Horrorfilm aus dem Jahr 1974. Es handelt sich um den neunten und letzten Teil der Dracula-Filmreihe der britischen Hammer Film Productions. Die Regie übernahm Roy Ward Baker, die Hauptrolle spielte Peter Cushing. Hammer versuchte hier, der Dracula-Reihe eine neue Richtung zu geben: Die Handlung wurde nach Fernost verlegt, und es wurden Martial-Arts-Kampftechniken eingebaut.

## Handlung
Transsylvanien im Jahr 1804: Kah, der Hohepriester vom Orden der sieben goldenen Vampire, reist durch die Karpaten bis zur Gruft des Grafen Dracula. Der Fürst der Vampire ist hier gefangen und fristet sein unwürdiges Dasein. Kah bietet ihm einen Pakt an, ihn zu befreien, wenn er ihm hilft, dem Orden zu seiner alten Größe und Macht zu verhelfen. Dracula jedoch hat andere Pläne und bemächtigt sich Kahs Körper. Mit diesem neuen Körper, und damit nicht länger an sein Mausoleum gebunden, reist er nach China und beginnt mit den sieben goldenen Vampiren eine neue Schreckensherrschaft.
Im Fernen Osten im Jahr 1904: Der Experte für Okkultismus Professor Van Helsing befindet sich mit seinem Sohn Leyland auf einem Seminar in Chongqing. Er hält an der örtlichen Universität eine Vorlesung über den Vampirmythos in China ab und erzählt unter anderem von der Legende um die sieben goldenen Vampire. Doch man nimmt ihn nicht ernst, stattdessen erntet er nur Hohn und Spott.
Nur der Student Hsi Ching glaubt ihm. Der junge Mann ist der Enkel des einzigen Mannes, dem es je gelang, einen der goldenen Vampire zu vernichten. Seitdem sind hundert Jahre vergangen, aber noch immer wird sein Heimatdorf für diesen Frevel bestraft. Immer wieder fallen die goldenen Vampire, halbverrottete Kreaturen mit goldenen Masken und Amuletten, über das Dorf her und entführen die schönsten Jungfrauen, um sich von ihrem Blut zu ernähren.
Van Helsing und sein Sohn erklären sich bereit, zu helfen. Sie können mit Hilfe von Chings Geschwistern, die allesamt die hohe Kunst des Kung-Fu beherrschen, den Kult der sieben goldenen Vampire zerschlagen, bis der Professor schließlich seinem alten Erzfeind, dem Grafen Dracula, von Angesicht zu Angesicht gegenübersteht.
In einem Showdown gelingt es Van Helsing, dem Fürsten der Vampire einen silbernen Speer durch das Herz zu treiben und ihn somit endgültig zu vernichten.

## Kritiken
- Lexikon des internationalen Films: „Horror à la Hammer trifft auf Kung-Fu à la Shaw-Brothers – europäisches und asiatisches Populärkino in einer exzentrischen Mischung.“[2]

- Cinema: „Die legendären Hammer-Studios waren schon auf dem absteigenden Ast, als sie auf die glorreiche Idee kamen, Vampirgrusel mit Martial-Arts zu kreuzen. Leider ist das Ergebnis so unausgegoren, dass kein Kult aufkommen konnte.“

- Allen Eyles/Robert Adkinson/Nicholas Fry: The House of Horror: „Außer einer gut gemachten Sequenz, in der David Chiang und ein lüsterner weiblicher Vampir vom gleichen Pflock gepfählt werden, sind die Kampfszenen zwischen den chinesischen Dorfbewohnern und den struppigen westlichen Vampiren weder Kung Fu noch überzeugend. Nicht einmal Peter Cushing in seiner üblichen Rolle als Van Helsing konnte die Kluft zwischen Hammer und Hongkong überbrücken. Irgendwo östlich von Malaysia […] vergeht Dracula beim Sonnenaufgang. Für Hammer jedoch ging die Sonne unter.“[3]

## Synchronisation
| Figur               | Darsteller            | Deutscher Sprecher |
| ------------------- | --------------------- | ------------------ |
| Prof. Van Helsing   | Peter Cushing         | Holger Hagen       |
| Graf Dracula        | John Forbes-Robertson | Max Eckard         |
| Kah                 | Chan Shen             | Erich Ebert        |
| Hsi Ching           | David Chiang          | Jürgen Clausen     |
| Vanessa Buren       | Julie Ege             | Helga Trümper      |
| Leyland Van Helsing | Robin Stewart         | Sky du Mont        |
| Mai Kwei            | Shih Szu              | Elisabeth von Molo |
| Britischer Konsul   | Robert Hanna          | Klaus Kindler      |

## Sonstiges
- Hammer versuchte in diesem Film Elemente des klassischen Gothic-Horror mit den immer mehr in Mode kommenden Martial-Arts-Filmen aus Hongkong zu verknüpfen. Die Werbezeile lautete: „Der erste Kung-Fu-Horror-Thriller!“

- Christopher Lee wurde erneut die Rolle des Grafen Dracula angeboten. Er lehnte jedoch ab, nachdem er das Drehbuch gelesen hatte. Stattdessen verpflichtete Hammer John Forbes-Robertson für die Rolle. Peter Cushing spielte hier letztmals die Figur des Van Helsing.

- Die Ära der Hammer Productions neigte sich 1974 dem Ende zu. Dem Film Die 7 goldenen Vampire sollten nur noch zwei weitere Hammer-Filme folgen, ehe sich die Pforten der Produktionsgesellschaft vorübergehend schlossen. 2007 wurden die Studios wiedereröffnet.